# عقد 330
عقد 330 هو عقد امتد بين 1 يناير 330 و31 ديسمبر 339 بحسب التقويم الميلادي. سبقه عقد 320 ولحقه عقد 340.

## أحداث
- مجمع صور (335)

## مواليد
- أمبروز (339)
- جوفيان (331)
- إسحاق الأرمني (338)
- مونيكا (332)
- الإمبراطور ريتشو (336)
- يوليان المرتد (331)
- ثيون الإسكندري (335)
- الإمبراطور هانزيه (336)
- غريغوريوس أسقف نيصص (335)
- ماغنوس مكسيموس (335)
- سيرغيوس (334)

## وفيات
- هيلانة (330)
- آريوس (336)
- مارك (336)
- يوسابيوس القيصري (339)
- قسطنطين العظيم (337)
- سلفستر الأول (336)

## كتب
- Yves Denis Papin (1998). Chronologie de l'histoire ancienne. Lieu de publication non identifié: Éditions Jean-paul Gisserot. ISBN:2-87747-346-5. OCLC:40746926. مؤرشف من الأصل في 2022-03-16.
- موسوعة حضارة العالم (2002) لأحمد محمد عوف.

## روابط خارجية
- تصفح سنة بسنة عقد 330 على موقع onthisday.com
- تصفح سنة بسنة عقد 330 ابتداءً من سنة عقد 330 على موقع المكتبة الوطنية الفرنسية